# 松竹歌劇団
松竹歌劇団（しょうちくかげきだん）は、東京・浅草を本拠地とした松竹運営の歌劇団。オペレッタ、レビュー 、ミュージカル劇団。
出演者が未婚女性で占められる「少女歌劇」の系譜に属する。大阪で成功した松竹楽劇部（後のOSK日本歌劇団、旧・大阪松竹歌劇団）の姉妹劇団として1928年（昭和3年）10月に結成。1930年代前半には水の江瀧子が断髪し「男装の麗人」と呼ばれ国民的スターになり、東京進出した兵庫県宝塚市を本拠とする宝塚少女歌劇団（後の宝塚歌劇団）の男役も追随して断髪し人気を競った。第二次世界大戦末期の1944年（昭和19年）に解散するが、戦後の1945年（昭和20年）に復活。1937年（昭和12年）から1982年（昭和57年）までの本拠地・国際劇場の大舞台を活かした「グランド・レビュー」を売りにしたが、1960年代ごろより徐々に低迷、1990年代にはミュージカル劇団へ転向するも定着せず、1996年（平成8年）をもって解散した。「Shouchiku Kageki Dan」の頭文字をとったSKDの略称でも知られた。

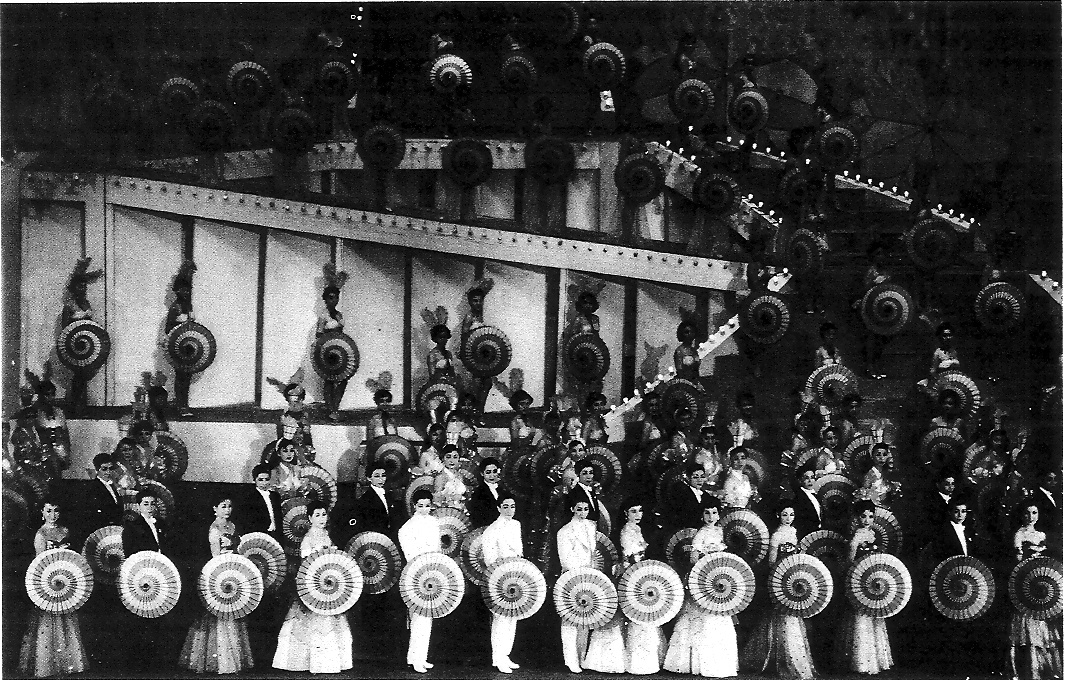
1955年「東京踊り」フィナーレ

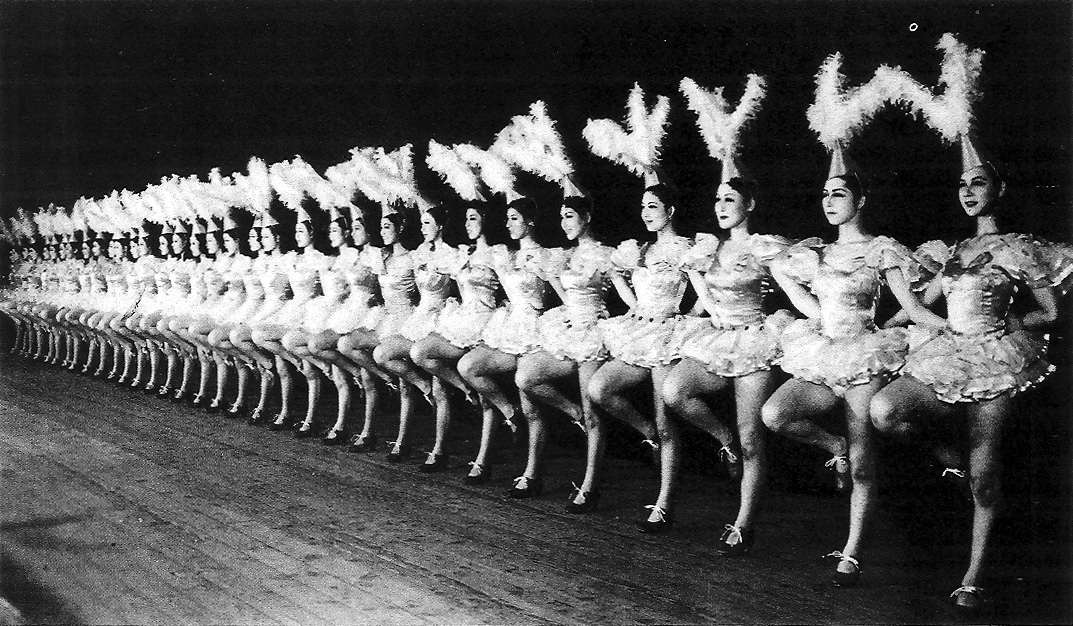
1951年「秋のおどり」アトミックガールズ

## 歴史

### 前史：少女歌劇ブームと松竹楽劇部創設

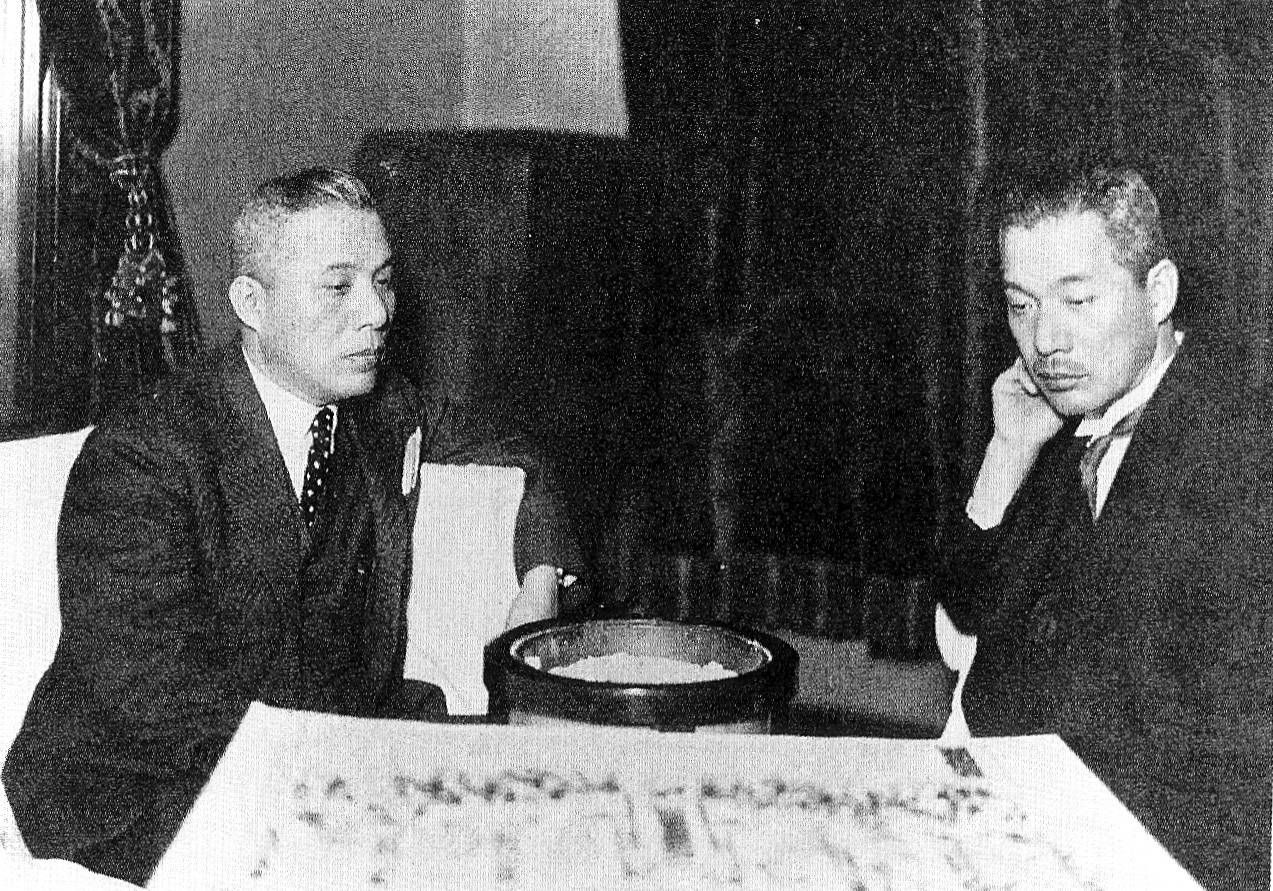
大谷竹次郎と白井松次郎。

明治末から大正初頭にかけ、軍楽隊ブーム、さらに少年少女音楽隊ブームが起こり、「三越少年音楽隊」「白木屋少女音楽隊」等が知られる。そして阪急グループ創業者・小林一三により創設された「宝塚唱歌隊」は、1914年（大正3年）、兵庫県宝塚市の宝塚新温泉パラダイス劇場で「宝塚少女歌劇」として初の公演を行った。ここから、日本における「少女歌劇」の歴史が本格的に始まった。
1918年（大正7年）には広島県広島市に羽田少女歌劇団、1919年（大正8年）には大阪府大阪市に琵琶少女歌劇団、1921年同じく大阪市に浪華少女歌劇団が結成され、少女歌劇の波は徐々に拡大していった。
1921年（大正10年）、宝塚音楽歌劇学校の講師であった楳茂都陸平（うめもと・りくへい）が宝塚公会堂で舞踊『春から秋へ』を上演、ときの大阪松竹社長・白井松次郎がこれを観賞し、松竹版少女歌劇として「松竹楽劇部」設立への大きな影響を受ける。1922年（大正11年）4月、白井は宝塚から楳茂都や作曲家の原田潤らを招き、天下茶屋の松竹合名会社分室内に「松竹楽劇部生徒養成所」が創設された。少女歌劇ブームや既存団体を追随するに留まらず、「新たな楽劇」として本格的な舞踊団を組織しようとする壮大な試みだった。
夏までに30名ほどの生徒が集まり、12月に試演ともいうべき『時の踊り』を上演。翌1923年（大正12年）より道頓堀松竹座を拠点に短期公演を中心とした興行をはじめた。当初は映画上映との併演でお荷物扱いであったものの、1926年（大正15年）4月に上演した『春のおどり』が大好評を博したことにより、以後興行的な軌道に乗った。
松竹の『春のおどり』は花街風の演し物をレビューにアレンジしたものだったが、1927年（昭和2年）、宝塚少女歌劇がフランス式の豪華なレビュー『モン・パリ』を上演すると、松竹楽劇部でも洋舞が大きく取り入れられるようになる。1928年（昭和3年）に上演された『松竹座ダンス』において、映画的なテンポ、エロティシズム、巧妙な場面転換といった、「松竹レビュー」の基礎となる要素が確立された。

### 東京松竹楽劇部の設立

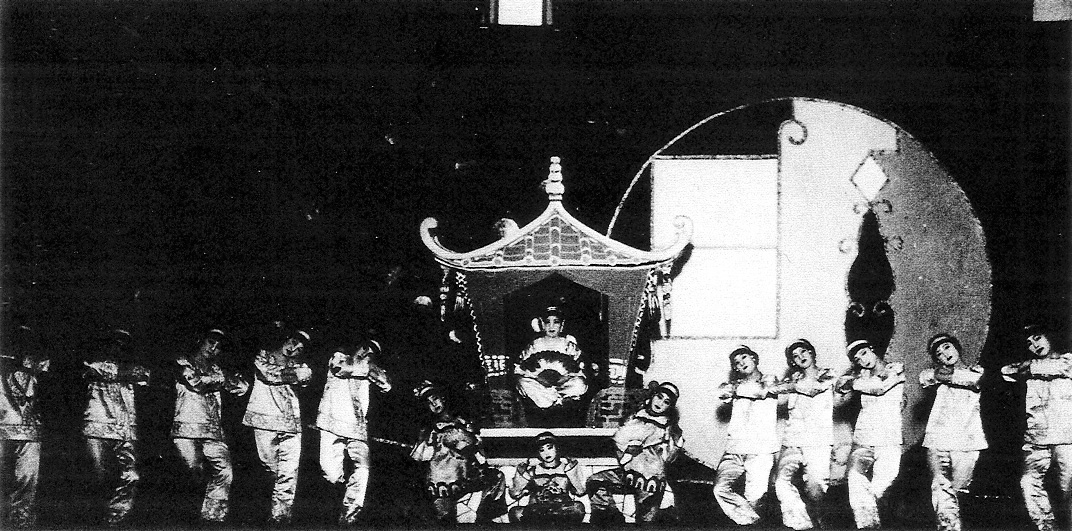
1929年『松竹座フォーリィズ』における「南京情緒」の場面

※本節では、団体名の変遷と東西松竹少女歌劇の区別のため「大阪松竹」「東京松竹」の記載を便宜上用いる。
1928年（昭和3年）8月31日、浅草松竹座が開場した際、松竹楽劇部員110名が大阪から上京して公演を行った。この公演『虹のおどり』は東京でも好評を博し、松竹楽劇部支配人・蒲生重右衛門が、白井と大谷竹次郎（東京松竹社長）に対し、東京を本拠とする新たな楽劇部設立を直訴する。これが容れられると、蒲生は『虹のおどり』公演中に東京府下の新聞に新楽劇部の生徒募集広告を出した。これに応じて数十名が受験し、合格した生徒14名を擁し、同年10月12日に「東京松竹楽劇部」が発足した。最初期の劇団員の芸名は、宣伝部長：岡崎茂一郎の発案で『万葉集』から命名された。最初期のスタッフに、洋舞：高田雅夫・永井三郎、日舞：花柳輔蔵、声楽：天野喜久代、音楽：篠原正雄がいる。発足から3日後、水の江瀧子と大伴まち子が入部し、第1期生に編入された。
12月には上京してきた大阪松竹の応援という形で、昭和天皇即位にあわせて上演された『奉祝行列』で、第一回公演が行われた。稽古開始からわずか2カ月であった東京松竹の出演は第一景とフィナーレのみで、いずれもその他大勢の扱いであった。翌1929年（昭和4年）に小倉みね子らが入部し第1期に編入。同年もしばらく、大阪松竹に対する応援出演が続いたが、11月末より『松竹座フォーリィズ』で初の東京松竹単独公演を果たす。さらに12月には高田せい子案・振付による『松竹座ダンス』を単独上演し、以後東京松竹は大阪松竹から自立していった。

### 「東京踊り」「男装の麗人」誕生
| 浅草松竹座公演（1930年撮影） |  | 水の江瀧子による史上初の断髪姿（1931年撮影） |
| 浅草松竹座公演（1930年撮影） |  | 水の江瀧子による史上初の断髪姿（1931年撮影） |

※本節では、団体名の変遷と東西松竹少女歌劇の区別のため「大阪松竹」「東京松竹」の記載を便宜上用いる。
1930年（昭和5年）、フランスから帰国した大森正男が3月にに大阪松竹『第5回 春のおどり』を、4月に東京松竹『第1回 東京踊り』を手掛けた。『東京踊り』は浅草松竹座、新宿松竹座、そして帝国劇場で続演され、計32日間のロングラン上演となった。またこれらの公演で「桜咲く国」が登場すると、東京でも春公演のテーマとして用いられ、東西松竹歌劇を象徴する歌曲となった（後述：#愛唱歌、団歌）。
さらに5月には六大学野球をモチーフにした浅草松竹座『松竹座リーグ戦』が評判となり、7月には東西松竹楽劇部合同公演が、開場したばかりの東京劇場で盛大に行われ、一般社会での認知度を飛躍的に高めた。そして9月、第1期生の水の江瀧子が少女歌劇の生徒としてはじめて男性風に断髪したカウボーイ姿で出演し、日本史上初の短髪の男役すなわち「男装の麗人」として人気が急上昇する。東西合同公演は、この後もしばしば催された。
東京松竹の劇団員も順調に増加し、この年には百数十名を数えるようになったため、10月には「松組」「竹組」の二組制となった。レビュー人気が高まる一方、いたずらに扇情的であるとして警察から演出内容の指導通達も受けた。
翌1931年（昭和6年）1月、新たに「梅組」「桜組」に分かれて計4組体制となり、機関紙『楽劇』が創刊された。8月には歌舞伎座において、『ラーマーヤナ』を脚色した『奪われし我が愛しの妻よ』をもって、来日中のシャム王国（当時、現：タイ王国）国王・ラーマ7世の台覧に供され、社会的信用を高めた。楽劇部長である蒲生重右衛門による積極的な運営もあり、東京松竹楽劇部は東京名物といわれる一大劇団となり、本拠の浅草松竹座のみならず、歌舞伎座、東京劇場等でも優秀な興行成績を挙げた。

### レビュー全盛期と桃色争議

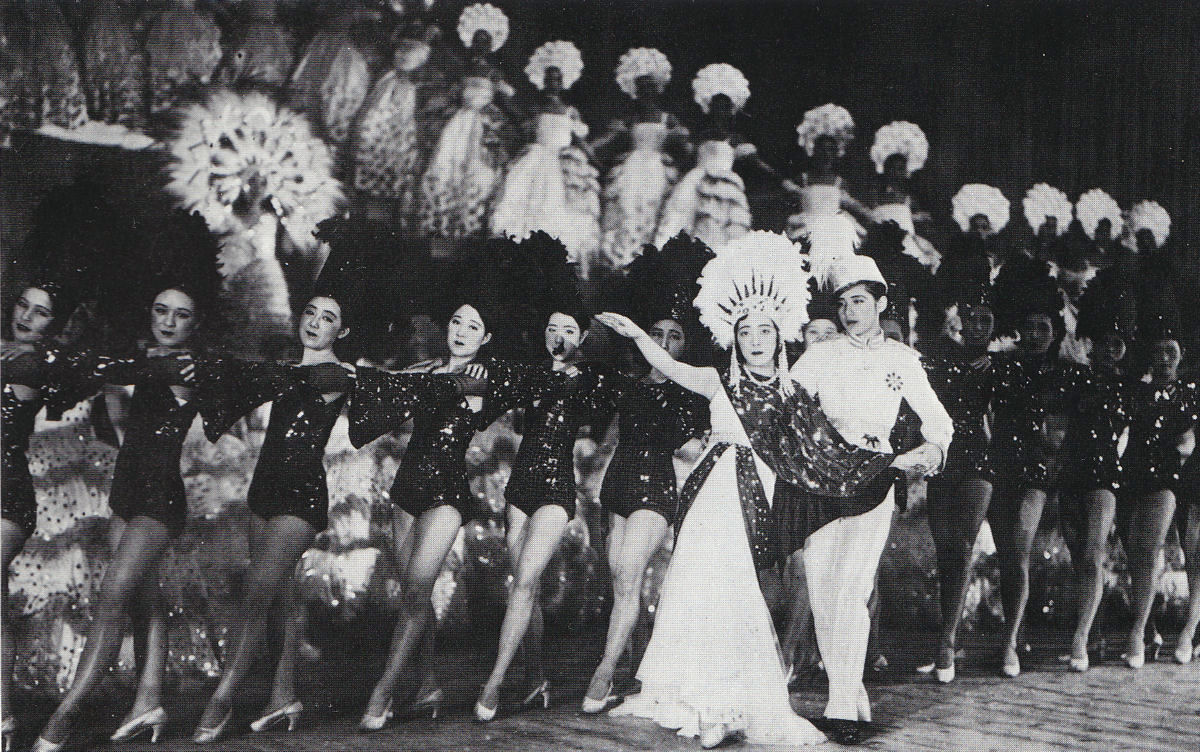
宝塚との「レビュー合戦」の幕を開けた『らぶ・ぱれいど』。前列は吉川秀子と水の江瀧子。

1932年（昭和7年）10月、東京進出を図る宝塚少女歌劇が新橋演舞場で『ブーケ・ダムール』公演をはじめ、これに対抗した東京松竹も築地川をはさんだ対岸の東京劇場で大作『らぶ・ぱれいど』を上演。築地川両岸で東京松竹と東京宝塚（東宝）による集客競争・通称「レビュー合戦」がはじまった。両者は「踊る松竹、歌う宝塚」と対比され、この争いは宝塚が東京における新拠点・東京宝塚劇場へ移るまで続いた。なお、『らぶ・ぱれいど』の頃に、東京松竹楽劇部は名称を「松竹少女歌劇部（SSK）」と改め、茶褐色縞模様の制服が制定された。
1933年（昭和8年）3月、松竹座開場10周年を記念し、SSK初の関西公演が行われた。同年6月10日、音楽部員（楽団員）による待遇改善要求に端を発した争議が表面化すると、6月13日に歌劇部員も合流。水の江瀧子を組織委員長とする労働争議・通称「桃色争議」と呼ばれる。最終的に7月15日、待遇改善に係る覚書が交わされて、争議は解決した。
翌月の妥結後に蒲生重右衛門は退陣、従来松竹座チェーンの傘下にあった松竹少女歌劇部は、松竹本社直属の「松竹少女歌劇団（SSKD）」となり、同時に附属の団員養成機関「松竹少女歌劇学校」が設立された。一方、大阪松竹楽劇部は争議のリーダー格だった飛鳥明子ら主演級スターが退団する結果となり、大阪劇場専属の「大阪松竹少女歌劇団（OSSK）」として再スタートした。東京宝塚劇場の出現以来、松竹少女歌劇は積極攻勢を図り、『タンゴ・ローザ』以降は関西、中国、九州各地方へも巡業、先輩格の大阪松竹を本拠地に押し込める形になりつつも、全国的人気を獲得した。OSSKは、大阪劇場専属となったことで活動が制約され、全国的な知名度で後れを取ることとなった。
争議首班の水の江は一時謹慎させられたが、10月末の『タンゴ・ローザ』から復帰。同作は松竹歌劇はじまって以来の大ヒットとなり、はじめて全団員を擁しての関西公演を行うなど、計160回公演という当時の少女歌劇における最高記録をつくった。12月23日に継宮明仁親王が誕生すると、直ちに歌舞伎座公演に奉祝レビュー『我が日の皇子』一景を追加して上演した。
このころの松竹少女歌劇は水の江瀧子とオリエ津阪を二枚看板としていたが、とくに「ターキー」の愛称で知られるようになった水の江は、「レビュー界空前の人気を独占し」、「ターキー時代を現出している」と評されるほどの高い人気を誇った。当時は各スターの私設後援会が林立し、会員2万人を擁した「水の江会」を筆頭に、各後援会が競い合ってスターに声援を送り、舞台へテープや花束を投げ、またスターもこれに呼応して、劇場内は異常な興奮状態を示していた。
またスタッフでは演出の青山杉作、振付の青山圭男、装置の三林亮太郎を三本柱として、「レビューの王様」とも呼ばれた名演出家・白井鐵造を擁する宝塚と互角の争いを演じた。
浅草区発祥ながら東京市全域に人気を増幅させた松竹少女歌劇は、1934年（昭和9年）9月より本拠地を浅草松竹座から新宿第一劇場に移した。翌1935年（昭和10年）2月、小野小夜子らが外地である台湾で巡業を行い、初めて日本国内（内地）以外で公演が行われた（後述：#日本国外での公演）。

### 国際劇場開場、戦争の影響

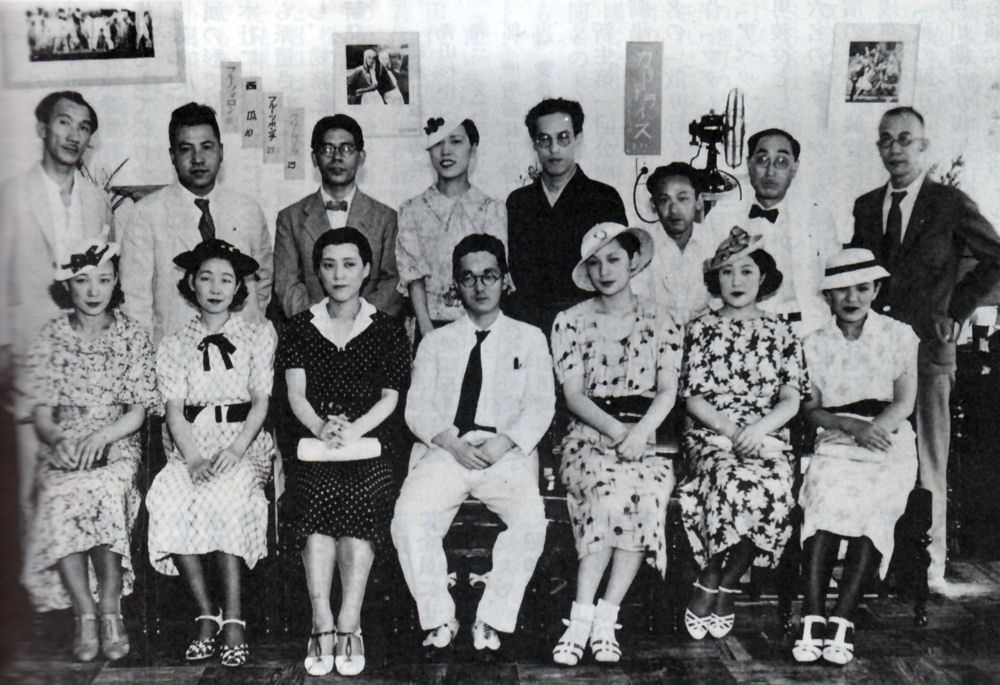
1937年当時の主な出演者・スタッフ

1937年（昭和12年）7月、定員3600人を誇り「マンモス劇場」とも呼ばれた新本拠地・国際劇場が開場。東宝の日本劇場・東京宝塚劇場への対抗から、SSKDの本拠地かつ大衆の娯楽場として建設された。
国際劇場はその巨大さ故に、グランドレビューの迫力を増したが、スター個人の魅力発揮には不向きだった。そして従来の松竹少女歌劇を支えた「スターとファンとの間の交歓」という魅力は失われていくことになる。
同年7月の盧溝橋事件に端を発し、日中戦争（当時の呼称：支那事変）は状況悪化の一途をたどり、国民精神総動員の政策・世相となる。1938年（昭和13年）3月、松竹本社の機構改革が行われて新たに「歌劇部」が発足し、東京・大阪の両少女歌劇が一元管理されることになった。同年4月、国家総動員法が施行。同年11月から、中支戦線慰問が行われ、岩田至弘団長以下、水の江瀧子らのスターが派遣されたのを皮切りに、日本国外・外地への慰問公演が行われた（後述：#日本国外での公演）。
歌劇部長の大谷博は両劇団を積極的に交流させたが、時局の戦時色が強まったこともあり本格公演は少なくなっていく。1940年（昭和15年）までに、演目に対する当局の干渉に加え、劇団員の年齢の実態が「”少女”歌劇」でなくなり若々しさ・溌剌さと言った従来の魅力から変質したことから、少女歌劇そのものの人気は漸落していった。
作品も時局が反映されたものが作られはじめ、同年に日中戦争を題材とした『ますらを』が上演されたのち、翌1938年（昭和13年）の『第9回 東京踊り』には「さくらかちどき」という副題が付けられ、「祖国のために」というバレエも併演された。1939年（昭和14年）には『防共の誓い』を上演。そして同年9月の『ぶるう・むうん』をもって少女歌劇の単独公演はいったん休止されることになる。
以後はかつてのごとく映画上映に併演されるアトラクションを建前として、細々と公演を続けたが、1941年（昭和16年）末に太平洋戦争が勃発すると、上演内容についての制限も強化されていった。同年にはオリエ津阪、1943年（昭和18年）には水の江瀧子と、全盛期を支えた男役スターが相次いで退団。1944年（昭和19年）3月には決戦非常措置要綱により国際劇場を含む全国の主要劇場が閉鎖される。国際劇場は風船爆弾の製造工場として転用された。
ここまでに退団者も相次いでいたことから、同31日をもって松竹少女歌劇団は、いったん自主的に解散。慰問興行を目的とした「松竹芸能本部女子挺身隊」に希望者を参加させ、内外で慰問興行を打った。大幹部（主演級スター）には南里枝・川路龍子が残り、分散して内外での慰問公演を継続した。
1945年（昭和20年）3月、東京大空襲によって国際劇場も半壊した。には「松竹舞踊隊」として活動、8月に大船新生劇団と邦楽座で興行中に終戦を迎えた。
- 1937年9月『祖国』上演中の国際劇場
- 国際劇場正面入口
- 国際劇場の俯瞰全体像
- 日独伊三国同盟を題材とした『フランス起てり』（1941年）

### 劇団復活、戦後の黄金時代へ

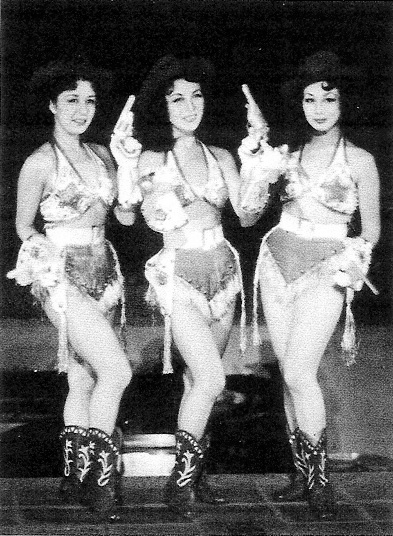
1952年『秋のおどり』"スリーパールズ"のメンバー。左から草笛光子・深草笙子・淡路恵子

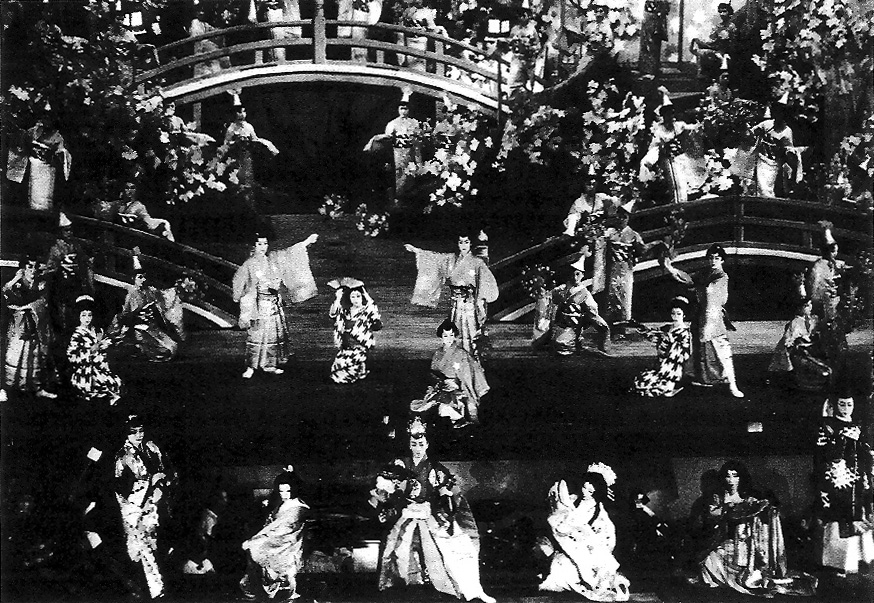
1953年『秋のおどり』、中央：川路龍子

終戦後、松竹舞踊隊は30名の団員を擁して「松竹歌劇団（SKD）」として再出発し、1945年（昭和20年）10月29日には戦後第1回公演『ブルー・スカイ』を浅草大勝館で行った。地方へ疎開していた劇団員たちも徐々に上京してきた。さらに11月には新団員の募集を行い、千名を超える応募者から80名余りを選抜し、舞台出演と並行して教育を行ったが、約1年後、戦後第1期生として入団できたのは34名だった。
翌1946年（昭和21年）1月以降、水の江瀧子の「劇団たんぽぽ」等かつての関係者が所属する劇団との合同という形をとりながら公演を再開し、7月には川路龍子を特別出演に迎えて戦後初の単独公演を行い、立ち直りへ向かった。
1947年（昭和22年）7月、劇団員は待遇改善要求を行うが、会社側もこれを受け入れたため労働争議は回避された。同年11月には東京大空襲で損壊していた国際劇場が修築され、復興記念公演を行った。1948年（昭和23年）にはかつて毎年恒例となっていた『東京踊り』を、第17回として復活させ、また全劇団員を3班（班長：小月冴子・日高なおみ・曙あをみ）に分け、小月・日高班が全国を巡業し、曙班はさらに水の江瀧子・南里枝等のOGスターを特別出演させてOSKと盛大な東西合同公演を行った。また同年12月には、OSKのみならず日劇ダンシングチーム（NDT、男女混成）とも共演を行った。1949年ごろからはその人気が再燃、ブロマイド販売の最大手として知られた浅草マルベル堂においては、川路龍子、小月冴子、曙ゆりといったスターの品が100万枚以上を売り上げた。
1950年代にはいると国際劇場の巨大さと舞台機構を活かした演出法が編み出されていき、戦前とは異なる人海戦術を駆使した大規模ショーとしての松竹レビューが定着すると、同劇場は観光バスが大挙して訪れる浅草の新名所となった。同年11月には松竹少女歌劇学校が「松竹音楽舞踊学校」に改称し、3年制となる。
1950年（昭和25年）『第19回 東京踊り』で4人ユニット「ビューティー・フォア」が誕生したのを嚆矢に、数人のスター・グループを登場させる方法が定着された。1951年（昭和26年）には装置転換の際に起こる間延びを解決するため、特にスタイルの良い40名を選抜したラインダンスチーム「アトミック・ガールズ」を創設。1956年（昭和31年）には女性のグラマラスさを前面に押し出したチーム「スリー・パールズ」を刷新し、「エイト・ピーチェス」が創設された。エイト・ピーチェスはダンス技術に優れた者を選抜した8人のチームで、官能的なダンスを売り物とし、「所属することが栄誉」とされる名チームとなった。アトミック・ガールズとエイト・ピーチェスは同年の芸術祭奨励賞（大衆芸能部門）を受けている。機構面では1959年（昭和34年）の『夏のおどり』において、地下に水槽を設置し、舞台後方に6段落としの瀑布を創出したことが特筆される。また、屋台崩しなども得意演出であった。
国際劇場の巨大さは、戦前から芝居要素の強い作品を苦手としていたが、レビュー人気が高まる間の1952年（昭和27年）に、『リオ・グランデ』を再演してオペレッタにも挑戦した。
こうしてSKDは1950年代にかけて再び黄金時代を迎えた。1952年（昭和27年）、戦後初の海外公演である第1回東南アジア公演は、その象徴的な出来事である（後述：#日本国外の公演も参照）。また1957年（昭和32年）には、その歴史を通じて最多となる265万人の観客動員を記録した。

### レビュー劇団としての衰退、終焉
1960年代半ば以降、松竹歌劇は娯楽の多様化とミュージカルの人気に押されて低迷をはじめる。座付作家の不在により過去の作品に何度も頼ってのマンネリ化もみられはじめた。
松竹歌劇においても団員は自主的にミュージカルに取り組もうとし、1970年（昭和45年）に劇団員が主導権を持つ形で結成された「SKD・ドラマ・グループ」がある。演劇界にミュージカル・ブームが起こるなか、団員の間でもこれを上演したいという希望が高まり、会社が「演技力付与と向上」を目的に後援したものだった。しかし公演回数は多くなく、第1回試演『恋伝授手習鑑』は同年の『秋のおどり』の休演日に行われ、これを含めた1977年までの公演は、『11人囃子』（1974年、試演1日）、『女だけのイヨネスコ』（1975年、公演3日）、『女だけのカモレッティ』（1977年、公演4日）の4作品9日間で、作品傾向も難解なものばかりだった。
1972年（昭和47年）9月には、より少人数公演向けのチームとして「松竹ダンサーズ」が編成され、武生菊人形（福井県）のアトラクションとして公演を行った。
1975年（昭和50年）にはNTDが解散する等、レビュー界全体が苦境にある中、1970年代後半には宝塚歌劇団が『ベルサイユのばら』や『風と共に去りぬ』の起死回生の大ヒットにより観客動員を回復。宝塚は勢いを盛り返すことに成功する。こうした影響によりSKDもミュージカルに本格的に取り組もうとし、1979年（昭和54年）、松竹歌劇は脚本・演出に映画監督の山田洋次を迎え、ミュージカル作品『カルメン』を上演して新機軸を試み、さらに翌1980年（昭和55年）には森喜朗を理事長とする「上演実行委員会」が結成され、文化庁後援のもとミュージカル『銀河鉄道999 in SKD』を上演した。
歌劇ブームの衰退に加え、1973年（昭和48年）のオイルショックの影響でグランドレビュー統廃合が取りざたされたこともあり、1980年（昭和55年）までに赤字経営に陥っていた。
1982年（昭和57年）4月の『東京踊り』を最後に、まず国際劇場が閉鎖される。最後の本拠地公演は約4000人の観客を集めた。また、同年にはソビエト連邦と東ドイツで長期公演を行ったが、従来旺盛に行っていた海外公演もこれが結果的に最後の例となった。さらに同年8月の歌舞伎座公演では、トップスター（男役）春日宏美ら8人が退団した。例年の倍にあたる退団者数について劇団の先行きに対する不安が指摘され、国際劇場さよなら公演や半世紀ぶりの歌舞伎座公演での盛り上がりを好機として活かせず、長期的な公演予定を決心できない劇団上層部に内外から批判が出た。
休団に際し団員76名中、トップスター（娘役）の藤川洋子ら15人が退団した。一方、新体制では男役の存在が廃止されるところ、男役トップスターの甲斐京子は残留した。
以後は東京都内や地方劇場で公演を行ったが赤字が続き、1989年3月、全団員が招集された場で、親会社の松竹土地興行より「翌年3月以降、2年間の公演中止」と「ミュージカル劇団への転換」が通達された。翌1990年2月25日、2500人で満員となった東京厚生年金会館において最後の『東京踊り』が上演され、これをもってレビュー劇団としての歴史に終止符を打った。この公演には76人が参加したが、終演後に11人が退団した。

### ミュージカル転向 - 解散
その後、ミュージカル劇団化への準備に入り、『コーラスライン』のツアー公演演出などを担当したバーヨーク・リーをブロードウェイより招き、さらにバレエの牧阿佐美や劇団四季からの指導も仰いだ。しかし先行き不透明な状況もあり、さらなる退団者が続出し、準備期間中に団員は38名まで減少した。
1992年（平成4年）3月10日、ミュージカル転向後の初公演『賢い女の愚かな選択』を池袋サンシャイン劇場で上演。
SKDは以後も定期的に公演を行い、団員の実力については高評価を得た。しかし男役を廃して作品ごとに外部から男性俳優を招くようになって劇団の体裁は崩れ、また同様に演出家も作品ごとに外部から招聘していたため制作方針も定まらず、1995年5月時点で団員は18名まで減少した。
1996年（平成8年）6月14日、松竹土地興行は在団中の16名に対し、6月以降の出演契約を結ばないことを通達。これをもって松竹歌劇団は解散することになった。解散公演がなかったことから、甲斐京子、西紀佐江子、紅エミら16名の最終メンバーが銀座博品館劇場で自主公演『FROM SKD』を行った。
その後、元トップスターの千羽ちどりなどにより結成された「STAS」や、同じくOG発の「薔薇笑亭SKD」、「ファニーダイア」といった団体が活動を続けている。

## 劇団の特徴

### 公演内容

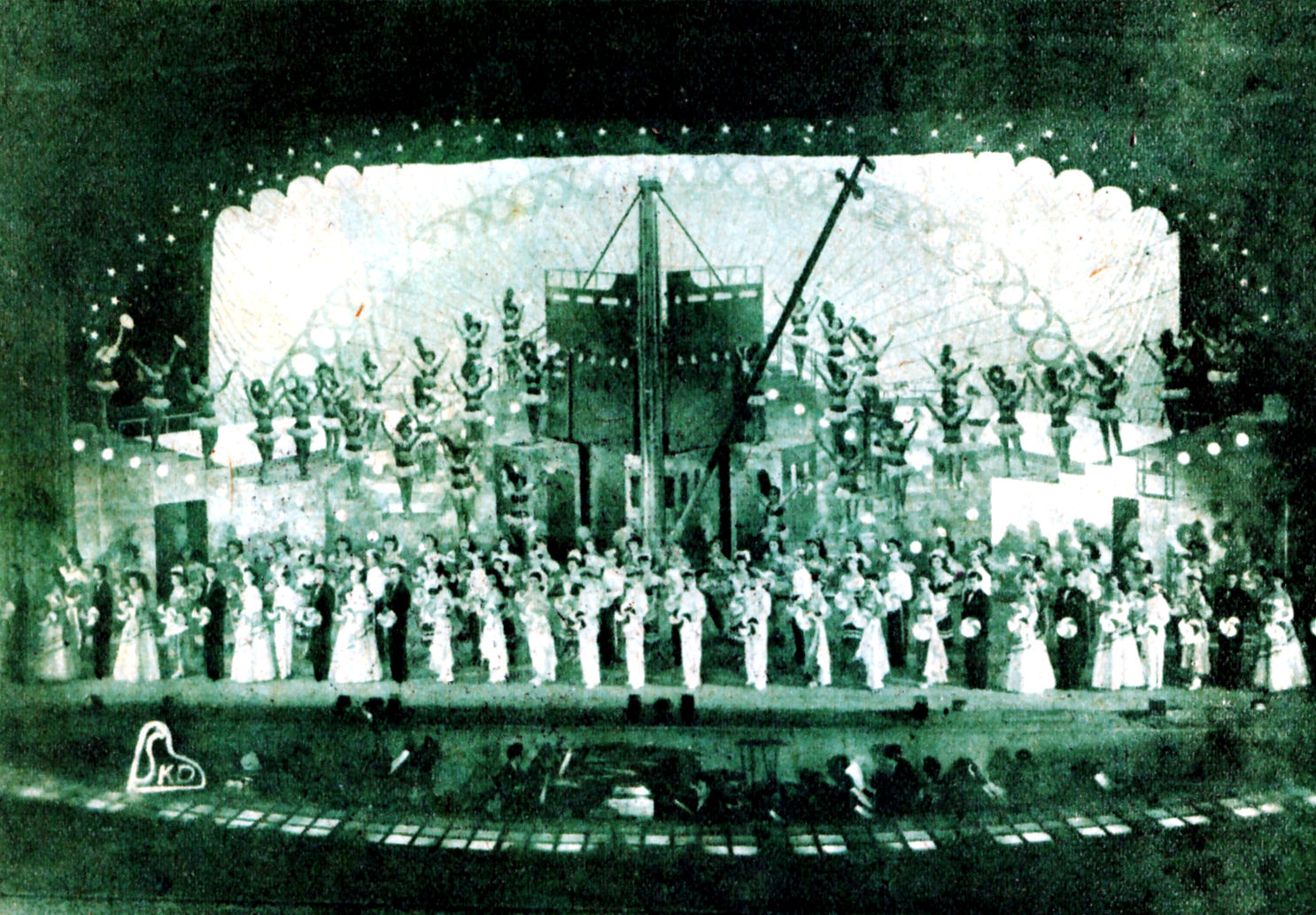
1951年『秋の踊り』フィナーレ。

松竹歌劇の公演内容は、国際劇場以前にはオペレッタ形式のものが多かったが、国際劇場への定着後は「四大おどり」と称した『東京踊り』、『春のおどり』、『夏のおどり』、『秋の踊り』に代表される大規模なレビューが主なものとなり、「歌劇団」というよりは「ダンシングチーム」に寄ったものとなった。日劇ダンシングチームが松竹歌劇のライバルだったという見方もある。1951年（昭和26年）末の機関誌には、オペレッタの衰退を嘆いた松竹社員から「四大おどりを国際劇場で、オペレッタを適当な規模の劇場で」という提案も寄せられていたが、逆に、1957年（昭和32年）ごろから主な公演は「四大おどり」に集中されていった。ただし青地晨によれば、映画の併演アトラクションとしてはじまった松竹歌劇は、最初期からダンシングチームの性質を有しており、オペレッタが重視されたのは「レビュー合戦」の時期に起きた「宝塚化」現象のひとつであった。
演し物では、各種洋舞を主体した大場面やチームダンスに定評を得、大きな特徴とした。他方、国産レビューとしての意識から、歌舞伎の舞踊を基にした日舞や、民俗舞踊・芸能も積極的に採用した。
宝塚歌劇との比較では、松竹歌劇の方がよりスピード感と大人の男性の嗜好（色香）を優先した演出を行っていた。これは片や下町の浅草、片や山の手の日比谷（東京宝塚劇場）という、両者が拠点とした土地柄の違いによるものともされるが、前述のように、東京松竹が発足する以前から、松竹レビューの基本要素には「エロティシズム」が含まれていた。
青地晨は「昔はズカファンにとっては松竹は下品でみられなかったし、SKDファンには宝塚は気取って鼻もちならなかった。だが、二派に分れてシノギを削るほど、本質的な違いはなかったにせよ、宝塚と松竹と、それぞれのカラアと伝統があったことはいうまでもない」と述べている。戦後の占領期には松竹・宝塚両方を取り上げる雑誌が複数刊行されており、ある程度観客層の重複もあったとみられるが、戦前からのファンには、両方を愛好するファンを「節操がない」と批判する向きもあったという。

### 映画
記録映画として最初に撮影されたのは1932年（昭和7年）の『らぶ・ぱれいど』とされる。1934年（昭和9年）には松竹十大方針の一つとして、少女歌劇の映画進出が挙げられ、その第1作として『東洋の母』にSSK（当時）が総出演した。また『松竹スクリーン・グラフ』でもSSKが紹介され、国内向けのPRに大きな役割を果たした。
戦後は、以下のようなレビュー映画が製作された。
- 1946年（昭和21年）『グランド・ショウ　一九四六年』
- 1949年（昭和24年）『躍る竜宮城』
- 1950年（昭和25年）『夢を召しませ』（OSKからも芦原千津子・秋月恵美子が出演）

また1951年（昭和26年）から1963年（昭和38年）にかけては、国際劇場公演の舞台映像を全国の映画館で上映する試みが行われた。これらの短編映画群は撮影技術のテストや、出演者・スタッフのオーディションも兼ねており、さらには欧米や東南アジア、中東、アフリカ等、世界各国に輸出された、海外からの観客動員にも貢献した。
松竹自身によるレビュー映画製作が終息した後も、1971年（昭和46年）の西独を皮切りに欧米各国のテレビ局が撮影に訪れた。
映画界との関わりにより、昭和30年代頃まで、松竹歌劇から多数の映画スターを輩出している（後述：#出身者）。

### 日本舞踊
少女歌劇の特徴である、西洋音楽で日本舞踊を踊る演目の中でも、SKDはさらに以下の特徴を有した。
花柳滝蔵によると、松竹が歌舞伎興行を常打ちしていることから日本舞踊が組み込まれるのは必然であり、外国人観光客の多いSKDでは必要不可欠な演目であるとされる。日本人にも有名な藤娘、道成寺、助六等が選ばれ、3～7分程度（「屋台崩し」を伴う場合でも12～3分程度）になるようアレンジするが、衣装・かつら等は古典に忠実であるよう配慮された。音楽も和楽器のみや洋楽器のみなど、前後の場面（洋楽・洋舞の場合もある）とのつながりを意識しつつ選定された。
古典のしきたりを冒涜しない範囲でアレンジしつつ、スタッフ及び演出者の技術によってSKD日舞レビューが制作された。

### 受賞歴
| 年     | 賞                 | 受賞者            | 事由                                                               | 出典   |
| ------ | ------------------ | ----------------- | ------------------------------------------------------------------ | ------ |
| 1956年 | 芸術祭奨励賞       | 松竹歌劇団        | 「秋の踊り」のアトミック・ガールズ、エイト・ピーチェスの努力と成果 | [ 81 ] |
| 1957年 | 芸術祭奨励賞       | 姫ゆり子/音羽悠子 | 松竹歌劇団「秋の踊り・小熊の魔術師」のかげの声                     | [ 81 ] |
| 1957年 | テアトロン賞       | 松竹歌劇団        | 『アトミック・ガールズ』のSKD四大踊りにおける成果                  |        |
| 1959年 | 芸術祭賞           | 松竹歌劇団        | 秋のおどり「日本の太鼓」の成果に対し                               | [ 81 ] |
| 1962年 | 芸術祭奨励賞       | 姫ゆり子          | 松竹歌劇団第27回「秋の踊り」における歌唱・演技に対し               | [ 81 ] |
| 1963年 | 芸術祭奨励賞       | 川路龍子          | 松竹歌劇団「第28回秋の踊り」における演技に対し                     | [ 81 ] |
| 1972年 | 芸術選奨文部大臣賞 | 小月冴子          |                                                                    | [ 82 ] |
| 1978年 | 芸術祭優秀賞2部    | 松竹歌劇団        | 松竹歌劇団創立50周年記念「第43回秋の踊り」の成果に対し             | [ 83 ] |
| 1978年 | 芸術選奨新人賞     | 春日宏美          |                                                                    | [ 82 ] |
| 1980年 | 芸術祭優秀賞2部    | 松竹歌劇団        | 「松竹歌劇秋の特別公演」における『第45回秋の踊り』の成果に対し     | [ 83 ] |
| 1983年 | 芸術祭優秀賞2部    | 藤川洋子          | 松竹歌劇団特別公演「幻華 / ダンス・コネクション」の演技に対し      | [ 83 ] |

### 日本国外での公演
1935年（昭和10年）2月、小野小夜子らが、当時は日本の外地である台湾で巡業を行ったのが、国外公演の嚆矢である。1939年（昭和14年）には水の江瀧子が親善使節という名目で、単独で渡米した例もある。
1950年代以降、松竹歌劇団は日本文化の紹介などを目的として国外での公演活動を旺盛に行い、「世界のSKD」を称した。1954年（昭和29年）11月にタイから新憲法発布記念として招聘され、東南アジア（タイ、シンガポール）で公演を行ったのを皮切りに、1980年代までにアジア、ヨーロッパ、南米、南アフリカまでを巡った。海外公演では、現地の民族舞踊学校等で学ぶ機会もあり、その成果を日本での公演でも発揮した。
下表の国・地域は訪問当時のものである。
| 時期             | 国・地域                | 主な参加者 | 備考                                                                      | 出典          |
| ---------------- | ----------------------- | --- | ------------------------------------------------------------------------- | ------------- |
| 1935年2月～3月   | 日本統治下台湾          | 小野小夜子ほか |                                                                           | [ 27 ]        |
| 1938年11月～12月 | 中華民国                | 水の江瀧子、三田絹代、楠見あきら、川路龍子、対馬洋子、伊丹陽子、伊沢蘭子、市村菊江ほか                              | 中支戦線慰問                                                              | [ 86 ]        |
| 1942年6月～9月   | フィリピン              | 南里枝、水木涼子、目黒乙女、浪路ヒロミ、並木路子ほか 司会：西村小楽天、松竹映画俳優：若水絹子、梅園きよみ、河野敏子 | 比島方面軍慰問                                                            | [ 87 ]        |
| 1943年7月        | 日本統治下朝鮮、 満洲国 | 旭輝子、大海うらら、大國阿子ほか                                                                                    | 朝鮮・満州方面の戦線慰問                                                  | [ 88 ] [ 89 ] |
| 1944年4月        | 中華民国                | 浪路ヒロミ、並木路子ほか                                                                                            | 上海、南京、北京の戦線慰問 劇団解散後「松竹芸能本部女子挺身隊」として実施 | [ 88 ]        |

| 時期                   | 国・地域                                                       | 備考                                 | 出典   |
| ---------------------- | -------------------------------------------------------------- | ------------------------------------ | ------ |
| 1954年11月             | タイ、 シンガポール                                            | タイ王国新憲法発布記念               | [ 84 ] |
| 1957年12月 ～1958年4月 | フィリピン、 シンガポール、 マラヤ連邦、 タイ、 イギリス領香港 |                                      | [ 84 ] |
| 1958年11月             | アメリカ施政下の沖縄                                           |                                      | [ 49 ] |
| 1962年4月              | アメリカ合衆国・ハワイ                                         |                                      | [ 90 ] |
| 1962年9月              | イギリス、 フランス、 エジプト、 パキスタン、 インド           | 日本航空・中東シルクロード線開設記念 | [ 90 ] |
| 1963年4月              | アメリカ合衆国・ハワイ                                         |                                      | [ 90 ] |
| 1964年3月              | アメリカ合衆国・ハワイ                                         |                                      | [ 90 ] |
| 1965年8月              | インドネシア                                                   | 川島正次郎の同国訪問に随行           | [ 90 ] |
| 1966年2月              | 中華民国（台湾）                                               | 日本航空・台湾線開設記念             | [ 90 ] |
| 1966年8月 ～11月       | ブラジル、 アルゼンチン                                        |                                      | [ 90 ] |
| 1966年11月             | シンガポール、 パキスタン、 インド                             | 国際文化振興会による派遣             | [ 90 ] |
| 1967年1月              | シンガポール                                                   | 日本航空・シンガポール線開設記念     | [ 90 ] |
| 1967年9月              | 中華民国（台湾）                                               |                                      | [ 90 ] |
| 1968年4月              | アメリカ合衆国・ハワイ                                         |                                      | [ 90 ] |
| 1969年11月             | 中華民国（台湾）                                               | 日本航空・台湾線開設3周年記念        | [ 90 ] |
| 1971年4月              | ポーランド、 ソビエト連邦                                      |                                      | [ 90 ] |
| 1971年11月             | タイ、 インドネシア、 シンガポール、 マレーシア                | 国際文化振興会・アジア週間文化使節   | [ 90 ] |
| 1973年3月              | イギリス領香港                                                 |                                      | [ 90 ] |
| 1973年10月 ～1974年3月 | 南アフリカ共和国                                               |                                      | [ 90 ] |
| 1975年6月              | マレーシア、 シンガポール                                      |                                      | [ 90 ] |
| 1978年5月              | マレーシア、 シンガポール                                      |                                      | [ 90 ] |
| 1979年9月              | 中国                                                           | 日本航空・上海線開設記念             | [ 61 ] |
| 1979年9月 ～12月       | ソビエト連邦                                                   |                                      | [ 61 ] |
| 1979年12月             | イギリス領香港、 タイ、 シンガポール、 インドネシア            | 日本航空主催                         | [ 61 ] |
| 1981年3月              | アメリカ合衆国                                                 | アンカレッジ観光局提供               | [ 61 ] |
| 1982年4月 ～7月        | ソビエト連邦、東ドイツ                                         |                                      | [ 61 ] |

### 団員
団員は、時代により「女生」「女生徒」「生徒」と呼ばれ、序列制度が確立してからは、上から「大幹部」「大幹部待遇」「幹部」「準幹部」「ベスト・テン」「技芸員」に格付けられた。はじめて幹部制が設けられたのは1931年に体制を2組制としたときで、松組筆頭は水の江瀧子、竹組筆頭は小倉みね子であった。史誌による記録上では、大幹部が置かれたのは戦時中「松竹女子挺身隊」に改組されたときで、川路龍子と南里枝のふたりが任命された。大幹部待遇以上は松竹本社と直接契約を結んだ。
原則として松竹音楽舞踊学校を卒業した者が団員となったが、そうした制度が厳密ではなかった初期の頃には、養成所を経ず直接入団（入部）する者もいた。高田舞踊団の解散に伴い移籍した吉川秀子や、すでに歌手として有名な存在で鳴り物入りの入部だった小林千代子などがこれにあたる。なお、吉川と共に入部した益田隆（後に日劇ダンシングチーム演出・振付家）は男性であるが、移籍当初は舞台に上がっていた。舞台が完全に女性のみで占められるようになるのは、「東京松竹楽劇部」から「松竹少女歌劇部」へ変わってからのことである。

### 愛唱歌、団歌
東京・大阪の両松竹系歌劇団は『桜咲く国』（岸本水府作詞、松本四良作曲）を愛唱歌とした。1930年（昭和5年）に大阪松竹が『第5回 春のおどり』で初披露、東京松竹では同年の第1回『東京踊り』において初披露され、以後松竹系歌劇を象徴する曲として歌い続けられた。
ただし、オリジナルの大阪版が当初4番まであった（注：1950年代までに現在の3番までの歌詞が成立）のに対し、東京版は2番までで、その歌詞や音程もわずかに異なる。
団歌は『あこがれの星座』（原浩一作詞、田代与志作曲）。

## 年譜
- 1928年10月12日 東京松竹楽劇部が発足。12月の一足早く発足した松竹楽劇部（のちのOSK）の東京公演の応援出演。
- 1929年11月 浅草松竹座での公演から正式に活動を開始。
- 1930年4月 恒例の「東京踊り」公演を浅草松竹座と帝国劇場で開始。名古屋松竹座へも出張公演を開始。
- 1930年9月 水の江瀧子が髪型を刈り上げ、「男装の麗人」が登場。
- 1930年10月 松組・竹組の二組制になる。
- 1931年1月 梅組・桜組を新設し、四組制になる。
- 1932年7月 松竹少女歌劇部（略称・SSK）に改称。
- 1933年6月 待遇改善を巡り争議が起こる。（桃色争議）
- 1933年7月 松竹本社の直轄となり、松竹少女歌劇団となる。松竹少女歌劇学校を新設。
- 1934年9月 本拠を新宿第一劇場に移す。
- 1937年7月 本拠を浅草国際劇場に移す。
- 1940年1月 国際劇場は単独興行を打ち切り、映画の封切りに歌劇の併演を行うアトラクションシステムを採用。
- 1944年3月 戦時体制の強化に伴い、国際劇場が閉鎖されまた退団者も相次いだため、解散。
- 1945年10月 松竹歌劇団（略称・SKD）に改称の上、復活。浅草・大勝館で公演を行う。
- 1947年11月 国際劇場が復興。
- 1950年11月 松竹少女歌劇学校が松竹音楽舞踊学校に改称。歌舞伎座別館を教室とした。
- 1951年3月 「東京踊り」に「アトミック・ガールズ」が登場。
- 1953年6月 「さよならターキー」公演を行う。
- 1954年3月 松竹音楽舞踊学校、東京劇場4階に移転。
- 1954年12月 初の海外公演をタイ・バンコクで行う。
- 1956年3月 エイト・ピーチェス誕生。
- 1957年6月 大阪松竹歌劇団(OSK)が松竹の手を離れる。（この時までSKDとOSKは姉妹関係で、合同公演などもあった。）
- 1957年12月 東南アジア公演を行う。
- 1958年11月 沖縄公演を行う。（当時の沖縄はアメリカの施政下にあったため、海外公演扱い。）
- 1959年7月 「夏のおどり」で本物の水を使用した大瀑布のセットが登場。
- 1960年7月 「夏のおどり」より郷土芸能を舞台に採り入れる。
- 1962年9月 「秋のおどり」で屋台くずしが登場。
- 1962年4月 ハワイ出張公演を行い、この年より海外公演が定期的に行われるようになる。
- 1966年1月 「春のおどり」と三月公演の「東京踊り」を統合して、「東京踊り」を一月公演とする。
- 1966年12月 名古屋・中日劇場での定期公演を開始。
- 1970年8月 福岡スポーツセンターでの定期公演を開始。
- 1971年4月 ソ連・東欧公演開始。
- 1972年9月 小部隊の松竹ダンサーズを結成。
- 1978年8月「男はつらいよ 寅次郎わが道をゆく」作品中に登場。
- 1979年2月 SKDミュージカル誕生。第一作「カルメン」（脚本・演出 山田洋次）
- 1980年2月「銀河鉄道999 in SKD」（脚本・演出 宮島晴彦）
- 1981年3月「新竹取物語 1000年女王」（構成・演出 星野和彦）
- 1981年9月1日 松竹土地興行株式会社に移管される。
- 1982年4月 国際劇場での公演が打ち切り。海外班がソ連・ドイツ公演に、国内班が船橋ららぽーと劇場公演と地方公演に、それぞれ活動の場を求めることになる。
- 1982年8月 創立55周年特別公演「SKDのすべて」を歌舞伎座で行う。
- 1982年12月 「男はつらいよ 花も嵐も寅次郎」の夢のシーンに登場。
- 1983年1月 池袋サンシャイン劇場で定期公演を行う。この他、銀座・博品館劇場、渋谷・ジァンジァン、吉祥寺・前進座劇場、豊島園などで公演を行い、7月には歌舞伎座特別公演を行っていた。
- 1985年6月20日・21日 つくば科学万博のエキスポプラザに出演。
- 1985年8月 日本コロムビアより90周年記念のLPレコード「松竹歌劇全集」（全5枚組）が発売される。
- 1988年3月 レビューをやめ、ミュージカル劇団として再編されることが発表される。
- 1990年2月 新宿厚生年金会館大ホールでレビュー最終公演「東京踊り きのう・今日・明日」が上演される。以後2年間公演を休止してミュージカル劇団としての再編をおこなう。
- 1992年6月 ミュージカル劇団再編後第一作として「賢い女の愚かな選択」を東京芸術劇場中ホールで上演。
- 1996年6月 解団。8月に解散メンバーらによる最後の自主公演「FROM SKD」を銀座博品館で行う。

## 出身者
- 水の江瀧子 - 戦前1期生[98]。
- 小倉みね子 - 戦前1期生[98]。
- 和田妙子[注釈 6]（東路道代[注釈 7]）- 戦前1期生。
- オリエ津阪 - 戦前2期生[98]。
- 西条エリ子 - 戦前2期生。
- 高輪芳子 - 戦前5期生。
- 逢初夢子 - 戦前6期生[99]。
- 水久保澄子 - 戦前6期生[99]。
- 大塚君代 - 戦前6期生。
- 渋谷正代 - 戦前6期生。
- 市村菊子 - 戦前9期生[99]。
- 川路龍子 - 戦前10期生[99]。
- 弥生ひばり[注釈 8]- 1931年加入。
- 不忍鏡子 - 戦前12期生[100]。
- 小林千代子 - 1932年加入[99]。
- 江戸川蘭子 - 1933年加入[99]。
- 横田みさを - 宝塚歌劇（23期、旧芸名：水尾みさを）から移籍し、1933年加入。
- 歌上艶子 - 学校1回生[101]。
- 朝霧鏡子 - 学校1回生[101]。
- 松尾明美 - 学校1回生。
- 小月冴子 - 学校4回生[101]。
- 曙ゆり - 学校4回生。
- 並木路子 - 学校4回生[101]。
- 矢口陽子（若園照美） - 学校4回生[101]。
- 加藤治子（御舟京子）- 学校4回生[101]。
- 月城彰子 - 学校4回生。
- 美空ひばり[注釈 9] - 学校5回生[102]。
- 旭輝子 - 学校6回生[102]。
- 幾野道子 - 学校6回生[102]。
- 空あけみ - 学校6回生。
- 磯野千鳥 - 戦後1期生。
- 千草かほる - 戦後2期生。
- 桂木洋子 - 戦後2期生[103]。
- 小柳久子 - 戦後2期生。
- 浜世津子（御園輝子） - 戦後2期生。
- 藤里まゆみ - 戦後3期生。
- 淡路恵子 - 戦後4期生[103]。
- 草笛光子 - 戦後5期生[103]。
- 富永美沙子 - 戦後5期生[103]。
- 紙京子 - 戦後5期生。
- 雪代敬子 - 戦後6期生[103]。
- 長谷川待子 - 戦後6期生[103]。
- 故里やよい（故里弥生） -  戦後6期生。
- 高美アリサ - 戦後6期生。
- 若松和子（星和子）- 戦後7期生。
- 野添ひとみ - 戦後8期生[104]。
- 芦川いづみ - 戦後8期生[104]。
- 姫ゆり子 - 戦後8期生[104]。
- 山鳩くるみ [注釈 10] - 戦後8期生。
- 九條今日子（九條映子） - 戦後9期生[104]。
- 沖千里 - 戦後9期生[104]。
- 真城千都世 - 戦後9期生。
- 瞳麗子 - 戦後10期生[104]。
- 倍賞千恵子 - 戦後13期生[104]。
- 榊ひろみ - 戦後13期生[104]。
- 加藤みどり - 戦後13期生[105]。
- 春日宏美 - 戦後14期生。
- 千羽ちどり ‐ 戦後16期生。
- 倍賞美津子 - 戦後18期生[106]。
- 藤川洋子[注釈 11] - 戦後20期生。
- 瞳はるか[注釈 12] - 戦後39期生。
- 美咲あゆむ - 戦後43期生。
- 暁テル子（暁輝子） - 戦前13期生として入るが、組織改編のため学校1回生。
- 翠準子
- 渋沢詩子（葵詩子）
- 真屋順子
- 水科慶子
- 千葉裕子
- 椎名亜衣（椎名ルミ）

## 関連作品

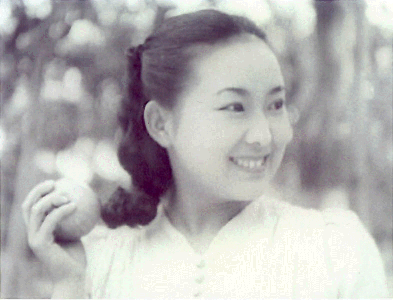
『そよかぜ』の並木路子

架空の劇団を題材にした作品は少女歌劇#少女歌劇を題材とした作品を参照。
ただし、架空の劇団を題材としたサクラ大戦シリーズは、原作者兼プロデューサーである広井王子の叔母が松竹歌劇団の戦後第1期生：水品美加であり、叔母の舞台を楽屋裏から眺めていた体験が創作の源となった。本拠地「大帝国劇場」も国際劇場をモデルとしている。
そよかぜ
戦後、進駐軍占領下での国産映画第1弾。劇団の照明係の少女が、楽団員たちの協力でスター歌手になっていくという物語で、現役の松竹歌劇団生徒で、主役に抜擢された並木路子が唄う挿入歌『リンゴの唄』が大ヒットを記録した。もとは脚本の岩沢康徳が戦時中に書いていた戦意高揚もの「百万人の合唱」という台本を明るいレビュー映画に作り替えたものであった。
男はつらいよ 寅次郎わが道をゆく
映画『男はつらいよ』シリーズ第21作目。松竹歌劇と国際劇場が全面的に取り上げられ、マドンナ（ヒロイン）の木の実ナナが松竹歌劇のトップスターという役どころで出演。また松竹歌劇からは若手の梓しのぶが武田鉄矢の相手役に抜擢され、大幹部の小月冴子、春日宏美 、沖千里、藤川洋子等も出演した。なお、シリーズ主人公・寅次郎（渥美清）の妹「さくら」役を一貫して演じ続けた倍賞千恵子は松竹歌劇出身であり、『東京踊り』で音楽舞踊学校の首席卒業者が務める「バトンガール」の初代担当者であった。また、さくらは幼い頃SKDに入りたかったという設定であり、SKDのトップスター紅奈々子(木の実ナナ)とは幼馴染で、浅草のレビューを見に行くというシーンがある。
TARKIE～伝説の女たち～
水の江瀧子（ターキー）が男役となり、終戦を迎えるまでのミュージカルドラマ。劇団名の他、笠置シヅ子、オリエ津阪など実在の名称・人物が多く登場するが、必ずしも歴史的に正確ではない。
2025年（令和7年）、凰稀かなめ主演で初演。